# Todd Rogers
Todd Jonathan Rogers (Santa Barbara, 30 september 1973) is een Amerikaans beachvolleyballer. Hij werd met Phil Dalhausser wereldkampioen in 2007 en olympisch kampioen in 2008.

## Carrière

### 1995 tot en met 2001
Roger begon zijn beachvolleybalcarrière in 1995 met Dax Holdren in de Amerikaanse AVP Tour. Ze speelden in 1995 en 1996 in totaal vijf toernooien zonder een podiumplaats te behalen. In 1997 nam Rogers deel aan twintig wedstrijden in de AVP en eindigde hij met Holdren eenmaal op de tweede plaats. Bovendien nam het tweetal deel aan de eerste officiële wereldkampioenschappen beachvolleybal in Los Angeles. Ze eindigden als negende nadat ze in de achtste finale werden uitgeschakeld door hun landgenoten Karch Kiraly en Adam Johnson. Het jaar daarop speelden Rogers en Holdren twintig AVP-toernooien waarbij ze eenmaal eerste, eenmaal tweede en eenmaal derde werden.
In 1999 nam het tweetal deel aan hun eerste reguliere FIVB-toernooi in Toronto. Ze speelden in de Amerikaanse competitie twaalf wedstrijden en behaalden vier podiumplaatsen. Het daaropvolgende jaar werden Rogers en Holdren twee keer eerste en twee keer tweede bij de elf AVP-toernooien waar ze aan deelnamen. Daarnaast deden ze in de World Tour aan drie wedstrijden mee, met een overwinning in Rosarito als beste resultaat. In 2001 eindigde het tweetal in de AVP Tour eenmaal als eerste en eenmaal als tweede. Daarnaast speelden Rogers en Holdren in de aanloop naar de WK in Klagenfurt zeven toernooien in de World Tour mee met als beste resultaat twee negende plaatsen in Gstaad en Berlijn. Bij de WK eindigde het duo als vijfde nadat het in de kwartfinale werd uitgeschakeld door de latere Argentijnse wereldkampioenen Mariano Baracetti en Martín Conde.

### 2002 tot en met 2005
Na afloop van de WK vormde Rogers een duo met Sean Scott. Het tweetal speelde in december 2001 nog een toernooi in Vitória en nam het volgende jaar aan zeven wedstrijden in de World Tour mee met als beste resultaat een vijfde plaats in Espinho. In de Amerikaanse competitie speelden Rogers en Scott zes toernooien zonder het podium te halen. In 2003 werden ze bij zes wedstrijden eenmaal tweede en eenmaal derde in de AVP Tour. Het duo eindigde in de World Tour als vijfde in Espinho en werd daarnaast vijfmaal negende en een keer zeventiende. Bij de WK in Rio de Janeiro kwamen Rogers en Scott niet verder dan groepsfase waar ze na twee verliespartijen en een overwinning als derde eindigden.
Het jaar daarop speelden ze elf FIVB-toernooien. In Lianyungang en Marseille eindigde het duo als vierde en in Stavanger als vijfde. Rogers en Scott boekten daarnaast een overwinning en behaalden twee tweede en drie derde plaatsen in de AVP Tour. In 2005 nam Rogers met Phil Dalhausser deel aan de WK in Berlijn. Het tweetal eindigde als zevende nadat het in de zesde herkansingsronde werd uitgeschakeld door het Zwitserse duo Sascha Heyer en Paul Laciga. Met Scott speelde hij verder zes wedstrijden in de World Tour met twee vierde plaatsen (Espinho en Klagenfurt) en twee vijfde plaatsen (Parijs en Kaapstad). In de Amerikaanse competitie wonnen ze drie van de dertien toernooien en eindigden ze twee keer als tweede en een keer als derde.

### 2006 tot en met 2012
Van 2006 tot en met 2012 vormde Rogers een vast duo met Dalhausser. Ze deden hun eerste jaar mee aan zes toernooien in de World Tour en haalden driemaal het podium met een overwinning in Klagenfurt, een tweede plaats in Zagreb en een derde plaats in Acapulco. In de AVP Tour boekte het duo acht overwinningen, een tweede plaats en vier derde plaatsen. In 2007 wonnen ze tien van de zeventien wedstrijden waar ze aan deelnamen in de AVP en eindigden ze bij de overige zeven toernooien op de tweede, derde of vierde plaats. In Gstaad werden Rogers en Dalhausser wereldkampioen door in de finale het Russische duo Dmitri Barsoek en Igor Kolodinski te verslaan. Daarnaast eindigden ze bij de overige vijf toernooien in de World Tour tweemaal op het podium.
Het jaar daarop speelden Rogers en Dalhausser vijftien wedstrijden in de AVP Tour waarvan ze er elf wonnen en bij de overige vier als tweede of derde eindigden. In de World Tour werden ze opeenvolgend derde in Adelaide en Roseto degli Abruzzi, tweede in Berlijn en eerste in Parijs, Stavanger en Moskou. Bij de Olympische Spelen in Peking behaalde het duo de gouden medaille ten koste van de Brazilianen Márcio Araújo en Fábio Luiz Magalhães. In 2009 wisten Rogers en Dalhausser hun wereldtitel niet te prolongeren; bij de WK in Stavanger moesten ze genoegen nemen met het brons na de troostfinale te winnen van de Duitsers David Klemperer en Eric Koreng. Bij de vier overige toernooien in de World Tour boekten ze twee overwinningen (Marseille en Klagenfurt). In de Amerikaanse competitie won het duo negen van de vijftien toernooien en eindigde het bij vijf van de zes resterende wedstrijden op het podium.

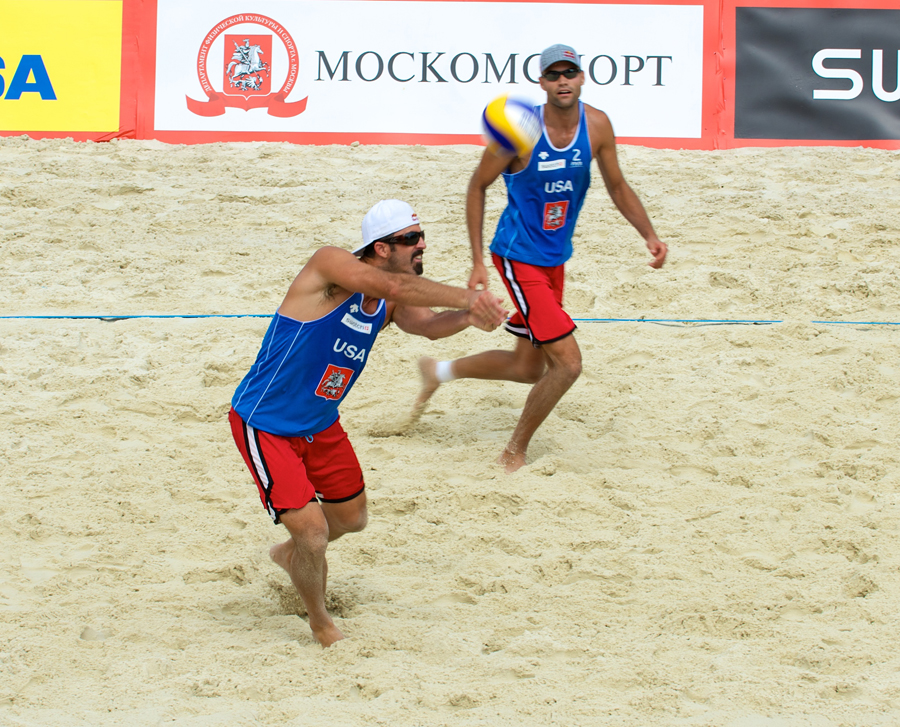
Rogers (links) en Dalhausser in actie tijdens de Grand Slam in Moskou (2011)

Rogers en Dalhausser speelden in 2010 twaalf FIVB-toernooien. Ze werden negenmaal eerste (Brasilia, Rome, Mysłowice, Praag, Gstaad, Klagenfurt, Stare Jabłonki, Kristiansand en Åland), eenmaal tweede (Moskou), eenmaal derde (Stavanger) en eenmaal vierde (Shanghai). Het tweetal sloot hiermee het seizoen af als winnaar van het eindklassement van de World Tour. In de AVP Tour wonnen ze verder vijf van de zes wedstrijden waar ze aan deelnamen. Het daaropvolgende jaar begonnen ze met overwinningen in de World Tour in Brasilia en Shanghai en een tweede plaats in Praag. Vervolgens eindigden ze als vijfde in aanloop naar de WK in Rome, waar ze in de achtste finale werden uitgeschakeld door het Duitse duo Julius Brink en Jonas Reckermann. In 2012 behaalde het duo in de World Tour twee overwinningen (Brasilia en Shanghai) en twee derde plaatsen (Praag en Stare Jabłonki) in negen toernooien. Rogers en Dalhausser hadden zich als tweede geplaatst voor de Olympische Spelen in Londen, maar kwamen niet verder dan de achtste finale die ze verloren van het Italiaanse duo Daniele Lupo en Paolo Nicolai.

### 2013 tot en met 2016
In 2013 speelde Rogers samen met Ryan Doherty en in de AVP Tour eindigden ze eenmaal als tweede en tweemaal als derde. In de World Tour waren ze minder succesvol met een negende plaats in Long Beach als beste resultaat in negen toernooien. Bij de WK in Stare Jabłonki werd het duo in de zestiende finale uitgeschakeld door de Brazilianen Emanuel Rego en Alison Cerutti. Het jaar daarop vormde hij een duo met Theodore Brunner. Ze namen deel aan vijf FIVB-toernooien en eindigden als derde in Long Beach en als vijfde Puerto Vallarta. In de Amerikaanse competitie behaalden ze twee podiumplaatsen in zeven wedstrijden. Met Stafford Slick nam hij in 2015 deel aan drie toernooien in de World Tour met een vierde plaats in Fuzhou als beste resultaat. Daarnaast speelden ze zeven wedstrijden in de AVP Tour. Rogers sloot het jaar daarop in Manhattan Beach met Slick zijn sportieve carrière af in de AVP Tour.

## Palmares
Kampioenschappen
- 1997: 9e WK
- 2001: 5e WK
- 2005: 7e WK
- 2007:  WK
- 2008:  OS
- 2009:  WK
- 2011: 9e WK
- 2012: 9e OS

FIVB World Tour
- 2000:  Rosarito Open
- 2006:  Zagreb Open
- 2006:  Grand Slam Klagenfurt
- 2006:  Acapulco Open
- 2007:  Grand Slam Berlijn
- 2007:  Fortaleza Open
- 2008:  Adelaide Open
- 2008:  Roseto degli Abruzzi Open
- 2008:  Grand Slam Berlijn
- 2008:  Grand Slam Parijs
- 2008:  Grand Slam Stavanger
- 2008:  Grand Slam Moskou
- 2009:  Grand Slam Marseille
- 2009:  Grand Slam Klagenfurt
- 2010:  Brasilia Open

- 2010:  Grand Slam Rome
- 2010:  Mysłowice Open
- 2010:  Grand Slam Moskou
- 2010:  Praag Open
- 2010:  Grand Slam Stavanger
- 2010:  Grand Slam Gstaad
- 2010:  Grand Slam Klagenfurt
- 2010:  Grand Slam Stare Jabłonki
- 2010:  Kristiansand Open
- 2010:  Åland Open
- 2010:  FIVB World Tour
- 2011:  Brasilia Open
- 2011:  Shanghai Open
- 2011:  Praag Open
- 2011:  Grand Slam Gstaad
- 2011:  Grand Slam Moskou
- 2011:  Québec Open
- 2011:  Grand Slam Stare Jabłonki
- 2011:  Grand Slam Klagenfurt
- 2011:  Åland Open
- 2012:  Brasilia Open
- 2012:  Shanghai Open
- 2012:  Praag Open
- 2012:  Grand Slam Stare Jabłonki
- 2014:  Grand Slam Long Beach

## Persoonlijk
Rogers is getrouwd en heeft twee kinderen. Daarnaast is hij afgestudeerd aan de Universiteit van Californië - Santa Barbara in godsdienstwetenschap.